# Tanja van der Lippe
Tanja van der Lippe (Vlaardingen, 17 juni 1963) is een Nederlands socioloog en hoogleraar sociologie van huishoudens en arbeidsrelaties aan de Universiteit Utrecht. In 2022 was ze een van de twee laureaten van de Stevinpremie.

## Biografie
Van der Lippe studeerde Home Economics aan de Wageningen University & Research, alwaar ze in 1988 cum laude haar mastergraad behaalde. Ze promoveerde in 1993 in de sociologie aan de Universiteit Utrecht op een proefschrift over de arbeidsverdeling tussen mannen en vrouwen. In 2003 werd benoemd tot hoogleraar aan de Universiteit Utrecht.
Van der Lippe doet onderzoek naar de relatie tussen werk en gezin. Zij onderzocht onder andere de loonkloof tussen mannen en vrouwen en het mogelijke effect van vrouwelijke leidinggevenden.
Door inzichten uit de sociologie, economie en psychologie met elkaar te combineren geeft Van der Lippe een geheel nieuwe draai aan dit onderzoek.
In 2021 publiceerde Van der Lippe haar boek Waar blijft mijn tijd? over druk en stress in Nederlandse gezinnen.